# 오스트리아의 연방총리 목록
이 문서는 1918년 이래의 오스트리아의 연방총리 일람표이다.
| 초상                                              | 초상                                              | 성명 (생몰)                                       | 임기                                              | 임기                                              | 임기                                              | 정당                                              | 연정                                              | 부총리 |
| 초상                                              | 초상                                              | 성명 (생몰)                                       | 취임                                              | 퇴임                                              | 기간 (일수)                                       | 정당                                              | 연정                                              | 부총리 |
| 독일계 오스트리아 공화국 연방총리 (1918년-1919년) | 독일계 오스트리아 공화국 연방총리 (1918년-1919년) | 독일계 오스트리아 공화국 연방총리 (1918년-1919년) | 독일계 오스트리아 공화국 연방총리 (1918년-1919년) | 독일계 오스트리아 공화국 연방총리 (1918년-1919년) | 독일계 오스트리아 공화국 연방총리 (1918년-1919년) | 독일계 오스트리아 공화국 연방총리 (1918년-1919년) | 독일계 오스트리아 공화국 연방총리 (1918년-1919년) | 독일계 오스트리아 공화국 연방총리 (1918년-1919년) |
| ------------------------------------------------- | ------------------------------------------------- | ------------------------------------------------- | ------------------------------------------------- | ------------------------------------------------- | ------------------------------------------------- | ------------------------------------------------- | ------------------------------------------------- | --- |
| 1                                                 |                                                   | 카를 레너 1870년-1950년                           | 1918년 10월 30일                                  | 1919년 10월 21일                                  | 356                                               | 사회민주당                                        | 사회민주당-기독사회당-전독일인민당                | 조독 핑크 (기독사회당) |
| 오스트리아 제1공화국 연방총리 (1919년-1934년)     |                                                   |                                                   |                                                   |                                                   |                                                   |                                                   |                                                   | |
| 1                                                 |                                                   | 카를 레너 (1870년-1950년)                         | 1919년 10월 21일                                  | 1920년 7월 7일                                    | 260                                               | 오스트리아 사회민주당                             | 사회민주당-기독사회당-전독일인민당                | 조독 핑크 (기독사회당) |
| 2                                                 |                                                   | 미하엘 마이어 (1864–1922)                         | 1920년 7월 7일                                    | 1921년 6월 21일                                   | 349                                               | 오스트리아 기독사회당                             | 기독사회당-사회민주당                             | 페르디난트 하누쉬 (오스트리아 사회민주당) ( - 1920년 10월 22일) 에두아르드 하인 (기독교사회당) (1920년 10월 22일 - 1920년 11월 20일) 월터 브라이스키 (기독교사회당) (1920년 11월 20일 - )                              |
| 3                                                 |                                                   | 요한 슈버 (1874년–1932년)                         | 1921년 6월 21일                                   | 1922년 1월 26일                                   | 219                                               | 무소속                                            | 기독사회당-전독일인민당                           | 월터 브라이스키 (기독교사회당) |
| -                                                 |                                                   | 월터 브라이스키 (1871년–1944년)                   | 1922년 1월 26일                                   | 1922년 1월 27일                                   | 1                                                 | 오스트리아 기독사회당                             | 기독사회당                                        | - |
| 3                                                 |                                                   | 요한 슈버 (1874년–1932년)                         | 1922년 1월 27일                                   | 1922년 3월 31일                                   | 63                                                | 무소속                                            | 기독사회당-전독일인민당                           | 월터 브라이스키 (기독교사회당) |
| 4                                                 |                                                   | 이그나츠 세이펄 (1876년–1932년)                   | 1922년 3월 31일                                   | 1924년 11월 20일                                  | 965                                               | 오스트리아 기독사회당                             | 기독사회당-전독일인민당                           | 레오폴드 워버 (전독일 인민당) |
| 5                                                 |                                                   | 루돌프 라멕 (1881년–1941년)                       | 1924년 11월 20일                                  | 1926년 10월 20일                                  | 699                                               | 오스트리아 기독사회당                             | 기독사회당-전독일인민당                           | 펠릭스 프랭크 (전독일 인민당) |
| (4)                                               |                                                   | 이그나츠 세이펄 (1876년–1932년)                   | 1926년 10월 20일                                  | 1929년 5월 4일                                    | 927                                               | 오스트리아 기독사회당                             | 기독사회당-전독일인민당-란트분트                  | 프란츠 딩고퍼 (기독교사회당) ( - 1927년 5월 19일) 에두아르드 하인 (란트분트) (1927년 5월 19일 - ) |
| 6                                                 |                                                   | 에른스트 스트레르 위츠 (1874년–1952년)            | 1929년 5월 4일                                    | 1929년 9월 26일                                   | 145                                               | 오스트리아 기독사회당                             | 기독사회당-란트분트                               | 빈센트 슈미 (란트분트) |
| (3)                                               |                                                   | 요한 슈버 (1874년–1932년)                         | 1929년 9월 26일                                   | 1930년 9월 30일                                   | 369                                               | 무소속                                            | 기독사회당                                        | 칼 보게인 (기독교사회당) |
| 7                                                 |                                                   | 칼 보게인 (1873년–1949년)                         | 1930년 9월 30일                                   | 1930년 12월 4일                                   | 65                                                | 오스트리아 기독사회당                             | 기독사회당                                        | 리차드 슈미츠 (기독교사회당) |
| 8                                                 |                                                   | 오토 엔더 (1875년–1960년)                         | 1930년 12월 4일                                   | 1931년 6월 20일                                   | 198                                               | 오스트리아 기독사회당                             | 기독사회당                                        | 요한 슈버 (무소속) |
| 9                                                 |                                                   | 카를 부레쉬 (1878년–1936년)                       | 1932년 5월 20일                                   | 1933년 9월 21일                                   | 489                                               | 오스트리아 기독사회당                             | 기독사회당                                        | 요한 슈버 (무소속) ( - 1932년 1월 29일) 프란츠 윈 클러 (란트분트) (1932년 5월 20일 - ) |
| 10                                                |                                                   | 엥겔베르트 돌푸스 (1892–1934)                     | 1933년 9월 21일                                   | 1934년 5월 1일                                    | 222                                               | 오스트리아 기독사회당                             | 기독사회당-란트분트-보국단                        | 프란츠 윈 클러 (란트분트) |
| (10)                                              | 1931년 6월 20일                                   | 엥겔베르트 돌푸스 (1892–1934)                     | 1932년 5월 1일                                    | 316                                               | 조국전선 (오스트리아)                             | 오스트로파시즘                                    | 에밀 페이 (보국단)                                | |
| 오스트리아 연방국 연방총리 (1934년-1938년)        |                                                   |                                                   |                                                   |                                                   |                                                   |                                                   |                                                   | |
| (10)                                              |                                                   | 엥겔베르트 돌푸스 (1892–1934)                     | 1932년 5월 1일                                    | 1932년 7월 25일                                   | 85                                                | 조국전선 (오스트리아)                             | 오스트로파시즘                                    | 에른스트 루디 거 스타 헴 버그 (보국단) |
| 11                                                |                                                   | 쿠르트 슈쉬니크 (1897–1977)                       | 1934년 7월 29일                                   | 1938년 3월 11일                                   | 1321                                              | 조국전선 (오스트리아)                             | 오스트로파시즘                                    | 에른스트 루디 거 스타 헴 버그(보국단) ( - 1936년 5월 14일) 에두아르드 바아 - 바아 넬 펠스 (조국전선 (오스트리아)) (1936년 5월 14일 - 1936년 11월 3일 ) 루드비히 허거 르트 (조국전선 (오스트리아)) (1936년 11월 3일 - ) |
| 12                                                |                                                   | 아르투어 자이스잉크바르트 (1892–1946)             | 1938년 3월 11일                                   | 1938년 3월 13일                                   | 3                                                 | 나치당                                            | 나치독일                                          | 에드먼드 글레이즈 - 호르 스텐 (나치당) |
| 오스트리아 연방총리 (1945년-)                     |                                                   |                                                   |                                                   |                                                   |                                                   |                                                   |                                                   | |
| (1)                                               |                                                   | 카를 레너 1870년-1950년                           | 1945년 4월 27일                                   | 1945년 12월 20일                                  | 237                                               | 사회민주당                                        | 사회민주당-국민당-공산당                          | 레오폴드 피글(오스트리아 국민당) 아돌프 쉬르 프 (오스트리아 사회민주당) 요한 코 페니 그 (오스트리아 공산당) |
| 13                                                |                                                   | 레오폴드 피글 1902년-1965년                       | 1945년 12월 20일                                  | 1949년 11월 8일                                   | 2660                                              | 국민당                                            | 국민당-사회민주당                                 | 아돌프 셰르프(오스트리아 사회민주당) |
| 13                                                | 1949년 11월 8일                                   | 레오폴드 피글 1902년-1965년                       | 1952년 10월 28일                                  |                                                   | 2660                                              | 국민당                                            | 국민당-사회민주당                                 | 아돌프 셰르프(오스트리아 사회민주당) |
| 13                                                | 1952년 10월 28일                                  | 레오폴드 피글 1902년-1965년                       | 1953년 4월 2일                                    |                                                   | 2660                                              | 국민당                                            | 국민당-사회민주당                                 | 아돌프 셰르프(오스트리아 사회민주당) |
| 14                                                |                                                   | 줄리어스 랩 1891년-1964년                         | 1953년 4월 2일                                    | 1956년 6월 29일                                   | 2931                                              | 국민당                                            | 국민당-사회민주당                                 | 아돌프 셰르프 (오스트리아 사회민주당) ( - 1957년 5월 22일) 브루노 피터만 (오스트리아 사회민주당) (1957년 5월 22일 - )                                                                                                  |
| 14                                                | 1956년 6월 29일                                   | 줄리어스 랩 1891년-1964년                         | 1959년 7월 16일                                   |                                                   | 2931                                              | 국민당                                            | 국민당-사회민주당                                 | 아돌프 셰르프 (오스트리아 사회민주당) ( - 1957년 5월 22일) 브루노 피터만 (오스트리아 사회민주당) (1957년 5월 22일 - )                                                                                                  |
| 14                                                | 1959년 7월 16일                                   | 줄리어스 랩 1891년-1964년                         | 1960년 11월 3일                                   |                                                   | 2931                                              | 국민당                                            | 국민당-사회민주당                                 | 아돌프 셰르프 (오스트리아 사회민주당) ( - 1957년 5월 22일) 브루노 피터만 (오스트리아 사회민주당) (1957년 5월 22일 - )                                                                                                  |
| 14                                                | 1960년 11월 3일                                   | 줄리어스 랩 1891년-1964년                         | 1961년 4월 11일                                   |                                                   | 2931                                              | 국민당                                            | 국민당-사회민주당                                 | 아돌프 셰르프 (오스트리아 사회민주당) ( - 1957년 5월 22일) 브루노 피터만 (오스트리아 사회민주당) (1957년 5월 22일 - )                                                                                                  |
| 15                                                |                                                   | 알폰스 고르바흐 1898년-1972년                     | 1961년 4월 11일                                   | 1963년 3월 27일                                   | 1087                                              | 국민당                                            | 국민당-사회민주당                                 | 프란츠 보크 (오스트리아 국민당) ( - 1968년 7월 19일) 브루노 피터만 (오스트리아 국민당) (1968년 7월 19일 - ) |
| 15                                                | 1963년 3월 27일                                   | 알폰스 고르바흐 1898년-1972년                     | 1964년 4월 2일                                    |                                                   | 1087                                              | 국민당                                            | 국민당-사회민주당                                 | 프란츠 보크 (오스트리아 국민당) ( - 1968년 7월 19일) 브루노 피터만 (오스트리아 국민당) (1968년 7월 19일 - ) |
| 16                                                |                                                   | 요제프 클라우스 1910년-2001년                     | 1964년 4월 2일                                    | 1966년 4월 19일                                   | 2210                                              | 국민당                                            | 국민당-사회민주당                                 | 브루노 피터만 (오스트리아 사회민주당) |
| 16                                                | 1966년 4월 19일                                   | 요제프 클라우스 1910년-2001년                     | 1970년 4월 21일                                   | 국민당                                            | 2210                                              | 국민당                                            |                                                   | |

## 같이 보기
- 오스트리아의 역사
- 오스트리아의 정치
- 오스트리아의 대통령